# A Bathing Ape
Pour les articles homonymes, voir Bape.
A Bathing Ape,  ou Bape,  est une marque japonaise de vêtements, spécialisée dans les vêtements urbains de luxe (Luxury StreetWear).

## Histoire de la marque
Marque de tee-shirts à l'origine, la société fut fondée en 1993 par Nigo (qui signifie « 25 » en Japonais, de son vrai nom Tomoaki Nagao, né le 23 septembre 1970), dans un quartier branché de Tokyo, Shibuya, où il travaillait alors dans une petite boutique, Nowhere, qui allait donner naissance à l'une des premières marques de streetwear japonaises. Le logo et les thèmes de Bape sont dérivés des premiers films de la série La Planète des singes, tandis que le nom de la marque est basé sur une expression japonaise courante signifiant « se baigner en eau tiède » (on dirait « se la couler douce » en français), qui évoque le mode de vie de la jeunesse japonaise actuelle.

## Renommée
La renommée internationale de la marque s'est forgée au début des années 2000, notamment aux États-Unis, du fait de sa popularité auprès de célèbres artistes tels que Pharrell Williams du duo hip-hop The Neptunes ainsi que du groupe N.E.R.D. auquel vient s'ajouter Shay Haley, Soulja Boy, Kanye West (qui a d'ailleurs sa propre ligne de chaussures faite par Bape), Jay-Z, Fall Out Boy, Young Jeezy, Chris Brown, Lil Wayne, Teriyaki Boyz, Kid Cudi ou encore Busta Rhymes, C-Glock ...
En vogue dans le milieu du hip-hop et streetwear au milieu des années 2000, la popularité de la marque a fortement décru par la suite. Ainsi, les pertes de Bape s’élevèrent à 2 millions d’euros en 2009, puis 1 million d’euros en 2010, occasionnant la fermeture de certains points de vente. La marque fut endettée à hauteur de 23 millions d'euros en 2011. Cette chute est due aux mauvais choix stratégiques de diversification de la part de Nigo. Cette même année, le groupe hongkongais I.T fait l'acquisition de 90 % du capital de la maison mère de Bape, Nowhere. 
Nigo s'est souvent servi d'artistes américains, tels que le chanteur de Good Charlotte Joel Madden ou Pharrell Williams, dans des publicités Bathing Ape et dans des articles de magazines, pour promouvoir la marque. Pharrell Williams a en outre collaboré avec Nigo pour le stylisme de la ligne de vêtements Billionaire Boys Club et de la ligne de baskets Ice Cream Appeal, fabriquée par Reebok. Un magasin Bape a ouvert ses portes aux États-Unis en 2004, à New York. Par la suite, un autre magasin a ouvert à Los Angeles (qui fermera en 2010). À Paris, seuls quelques articles sont distribués en exclusivité par la boutique hype colette. Une boutique ouvre à Paris le vendredi 1er décembre 2017,. C'est le premier magasin Bape en Europe

## Contrefaçon
Étant donné la rareté des articles Bape, étant donné aussi leurs prix élevés et la forte demande les concernant, un grand nombre de contrefaçons circulent sur le marché. Ces produits ont été baptisés « Fapes » un mot-valise créé à partir des mots fake (« faux », en anglais) et Bape. Avec la quantité croissante d'articles contrefaits produits, leur qualité s'améliore et il est devenu de plus en plus difficile de les repérer. La marque trouvera une stratégie, modifiant certains détails sur les articles authentiques.
En France, cette contrefaçon s'est notamment illustré par une apparition brève mais massive de contrefaçons des articles Baby Milo chez les jeunes adolescents, en 2010.

## Sources
- (en) Cet article est partiellement ou en totalité issu de l’article de Wikipédia en anglais intitulé « A Bathing Ape » (voir la liste des auteurs).
- (en) New York Times, 19 décembre 2004
- (en) New York Magazine, 3 janvier 2005
- (fr) Les dessous du rachat de Bape par I.T Company